# 霧の火 樺太・真岡郵便局に散った九人の乙女たち
『霧の火 樺太・真岡郵便局に散った九人の乙女たち』（きりのひ からふと・まおかゆうびんきょくにちった9にんのおとめたち）は、2008年8月25日の21:00 - 23:18に、日本テレビ系列（NNS）にて放送された単発スペシャルのテレビドラマである。視聴率は11.7%。
平成20年度（第63回）文化庁芸術祭（テレビ部門・ドラマの部）優秀賞受賞。

## 概要
- ドラマは、晩年を迎えた生存者と、彼女の過去の回想を聞き取り記録する若い派遣社員との交流を軸足に描いている。
- 史実を基にしたフィクションであり、実際の生存者から取材しているものの、主人公は架空の人物で、性的暴行など創作の部分も多い。（恣意的な記述。要出典）
- 樺太のシーンは稚内市でロケが行われた。

## キャスト

### 真岡郵便電信局
- 中村瑞枝：福田麻由子
- 山崎ミサ：白石美帆
- 中島桜：市川由衣
- 加賀谷ヨシ：佐藤仁美
- 高橋安枝：末広ゆい
- 川島あかね：池澤あやか
- 広瀬照子：長井梨紗
- 指田キミ：渋谷飛鳥
- 佐藤千代：奈津子
- 平原局長：金田明夫
- 増田淳也：長谷川朝晴
- 酒井栄子：藤村聖子
- 山尾初枝：幸田恵里
- 佐伯俊子：前田幸恵
- 井上昌子：工藤里紗
- 稲田富子：桜田聖子
- 小川真司
- 岡田絵里香
- 坂本亜佑未
- 石原夕里朱
- 矢野未来
- 中園友乃
- 林沙織

### 樺太住民
- 中村カネ：名取裕子
- 野田玄一郎：向井理
- 山田史郎：遠藤憲一
- 山縣正大：中村獅童 (2代目)
- 橋上正夫：山根和馬
- 中村悦子：伊藤沙莉
- 中島菊子：中島ひろ子
- 中島義一：久保酎吉
- アンドレイ：サワ・トカチョフ（サワヤン）
- 住民：黒岩孝康、木村洋二
- 水川弘：坂本爽
- 中島椿（桜の妹）：中川梨来
- 佐藤広成
- 三上柚
- 佐藤凌大
- 佐藤裕平
- 中村真（瑞枝の弟）：安田吏玖

### 現代
- 中村瑞枝（現在、老人ホームに入居）：市原悦子
- 井上愛子：香里奈
- 酒井栄子（現在、稚内市に在住）：草笛光子
- 佐竹則子：望月理恵
- 杉田（瑞枝の担当医師）：遠山俊也
- 老人ホーム職員：田宮五郎
- 井上陽一（愛子の亡き父）：春延朋也

## スタッフ
- 作・脚本：竹山洋
- 演出：雨宮望
- 主題歌：松山千春「思ひ」（コロムビアミュージックエンタテインメント）[2]
- 音楽：羽毛田丈史
- 技斗：佐々木修平
- スタジオ：東映東京撮影所
- 技術協力：映広
- 美術協力：日本テレビアート
- 北海道美術協力：ビーライン、菅忠臣
- ロケ協力：稚内市、稚内観光協会、北海道庁、立川市、北海道フィルムコミッション、栃木県フィルムコミッション、わたらせフィルムコミッション、わたらせ渓谷鐵道、秩父鉄道 ほか
- 音源協力：日本放送協会
- 資料提供：逓信総合博物館、安曇野ちひろ美術館、日本缶詰協会
- 取材協力：全国老人福祉施設協議会
- 特別協力：全国樺太連盟
- 歴史監修：三木理史（奈良大学文学部地理学科）
- 参考文献
  - 「樺太終戦史」（全国樺太連盟編、1973年）
  - 「永訣の朝 樺太に散った九人の逓信乙女」（川嶋康男著、河出文庫）
  - 「女たちの太平洋戦争 - 北の戦場 樺太で戦った乙女たちの生と死」（谷川美津枝著、光人社）
- プロデューサー：西牟田知夫、森雅弘
- 製作協力：The icon、札幌テレビ
- 製作著作：日本テレビ